# Monte Sabbionare
Il Monte Sabbionare (1655 m s.l.m.) è un monte delle Dolomiti di Brenta nelle Alpi Retiche meridionali. Si trova nel Sottogruppo della Campa, in Val di Non.

## Descrizione
Si trova lungo una costiera verdeggiante che si sviluppa a nord del Passo del Termoncello in continuazione della Catena della Campa fiancheggiando ad est la Valle di Tovel. Più a sud la catena comprende il Monte Corno (1962 m) e il Monte Alto (1899 m).

## Accessi
- La montagna è raggiungibile partendo dal Rifugio Doss della Quarta, posto a nord del Sabbionare, vicino alla dorsale del Monte Corno. (Ore: 0.50).[3]